# Diocèse de Sintang
Le diocèse de Sintang (en latin : Dioecesis Sintangensis) est une Église particulière de l'Église catholique en Indonésie, dont le siège est à Sintang, une ville de la province de Kalimantan occidental.

## Histoire
La préfecture apostolique de Sintang est érigée le 11 mars 1948 par détachement du vicariat apostolique de Pontianak. Elle devient vicariat apostolique le 23 avril 1956 et enfin diocèse le 8 juin 1982. Le diocèse est suffragant de l'archidiocèse de Pontianak.

## Organisation
Le diocèse comptait 37 paroisses en 2022 dont la cathédrale du Christ-Roi de Sintang (en).
Le territoire du diocèse comprend les kabupaten de Sintang et de Kapuas Hulu.

## Ordinaires du diocèse

### Préfet apostolique
- Lambertus van Kessel, S.M.M. (1948 - 1956), nommé vicaire apostolique

### Vicaire apostolique
- Lambertus van Kessel, S.M.M. (1956 - 1961), nommé 1er évêque du diocèse

### Évêques
- Lambertus van Kessel, S.M.M. (1961-1973)
- Isak Doera, (1976-1996)
- Agustinus Agus, (1999-2014)
- Samuel Oton Sidin (en), OFM. CAP (depuis 2016)

## Source
- (en) « Diocese of Sintang », sur Catholic-Hierarchy.org